# Шендрень (Молдова)
Шендрень (рум. Șendreni) — село у Ніспоренському районі Молдови. Входить до складу комуни, адміністративним центром якої є село Верзерешть.

## Населення
За даними перепису населення 2004 року у селі проживали 1428 осіб.
Національний склад населення села:
| Національність       | Кількість осіб | Відсоток   |
| -------------------- | -------------- | ---------- |
| молдавани румуни     | 1388 29        | 97,2% 2,0% |
| росіяни              | 6              | 0,4%       |
| українці             | 3              | 0,2%       |
| інша / без відповіді | 2              | 0,1%       |
| Всього               | 1428           | 100%       |